# صخر العقيلي
صَخر العقيلي العامري، هُوّ شاعر من شعراء العصر العباسي ينتمي إلى قبيلة بني عقيل بن عامر بن صعصعة الهوازنيّة. عُرِف بقصة عشقه لابنة عمه الشاعرة ليلى العقيلية التي تزوجها لاحقاً بعد مُعاناة طويلة.

## سيرته
لا يُعرف متى وُلِد ومتى تُوفي ولكنه عاش في العصر العباسي، لم يروي قصته من المؤرخين إلا السرّاج القارئ البغدادي الذي مات عام 500 هـ في كتابه مصارع العشاق إذ رواها مع سندٍ متصل يتكون من 5 رواة للحديث، وقصته مع ابنة عمه معشوقته ليلى العقيلية وهيّ شاعرة مثله.
وما فيها أنهما عاشقان من الصِغر، وكان بينهما ود شديد وحب مبرح، ولمّا كبرا لم يغيب أحدهما عن الآخر ساعةً أو يوم، وكان لهما مكان سري يلتقيان فيه، وكان عند ليلى جارية اسمها حِسن تعلم بعشقهم وهذه الجارية كانت مُرسال بين صخر وليلى تنقل لهما الرسائل وتساعدهم على اللقاء سراً، وقد طال حالهم على اللقاء والتراسل سراً حيثُ كانا يجتمعان في مكانهم كُلَّ ليلة يتحدثان ويشتكيان شوقهم لبعضٍ ثُمّ ينصرف كل واحدٍ إلى منزله.
وفي أحد الأيام قام والد صَخر بتزويجه امرأةً من الأزد، وكان صَخر مُجبر على ذلك إذ لم يستطع رفض والده، فخاف أن تصَرَمه ليلى أي تقطع وصله وتهجره وتتركه، فلمّا عَلِمت ليلى بأمر تلك المرأة جُرِحت وقاطعت صَخر ولم تعد تذهب إلى ذلك المكان الذي كانا يلتقيان فيه، عندها مرض صَخر مرضاً شديداً وامتنع عن الماء والطعام والكلام ولَزِم الوِساد أي لم يكُن يترك فراشه، فأرسل له والده أحد أبناء إخوانه لكي يعرف ما مشكلته فأخبر صَخر ابن عمه هذا سره مع ليلى، فأصبح ابن عمه يحمله على ظهره كُلَّ ليله سراً من فراشه إلى ذلك المكان الذي كانا يلتقيان فيه فيبدأ صَخر بالبكاء والنحيب على آثارها وذكرياتها وعهدها حتى تشرق الشمس فيسعفه ابن عمه ويرجعه إلى بيته.
عندما رأى الناس حال صَخر هذا وعشقه الشديد لليلى قالوا: «قد سحرته ليلى!» بسبب ما كان يصنعه بنفسه مِن التعذيب. وكان حال ليلى أسوء من حال صَخر وكانت أشد وجداً به وشوقاً له وأكثر حباً لصَخر منه، ولم تستطع التحمل أكثر فأرسلت جاريتها حِسن إليه، وقالت لها: «اذهبي إلى مكاننا، فانظري هل ترين صخراً هنالك، فإذا رأيته فقولي له...»، وأنشدتها ليلى أبياتاً من الشِعر أمرتها أن تقولها لصخر إذا كان موجوداً في مكانهما. فذهبت حِسن ووجدت صَخر تلك الليلة هُناك يبكي على ليلى وكان كالشَّنُّ الْبَالِي (ملحوظة 1) قد هلِك من الوجد والحزن والشوق، فأخبرته حِسن بشِعر ليلى وهُوّ:

| تَعْساً لمَنْ لِغَيرِ ذَنبٍ يَصرِمُ  |  | قَد كُنتَ يا صَخر زَمَاناً تَزْعُمُ |
| أنكَ مَشغوفٌ بنا مُتيَّمُ      |  | فالحمدُ للهِ على ما يُنعِمُ   |
| لمّا بَدا مِنكَ لنا المُجَمجَمُ |  | وَاللهُ رَبّي شاهدٌ قد يَعلَمُ   |
| أنْ رُبّ خِطبٍ شأنُهُ يُعَظَّمُ     |  | رَدَدتُهُ، والأنفُ مِنهُ يُرغَمُ   |

عندما سمع صَخر القصيدة، قال للجارية حِسن: «يا حِسن أحسني بي فِعلاً، وأبيني لي عذراً، وسلي لي غفراً وصلحاً، فوالله ما ملكتُ أمري!»، أي فلتحسن به الجارية وأن تلتمس له العذر عند ليلى فقد أُجبِر على هذا الزواج، وطلب منها أن تقول لليلى رداً على قصيدتها:

| فهمتُ الذي عيّرْتِ يا خِيرَ مَن مَشَى |  | وَما كانَ عن رَأيي وَما كان عن أمرِي |
| دُعيتُ فلم أفعل، وَزُوّجتُ كارِهاً   |  | وَما ليَ ذنبٌ، فاقبلي وَاضِحَ العُذرِ   |
| فإنْ كنتُ قَد سُمّيتُ صَخراً، فإنّني  |  | لأضعفُ عن حَملِ القليلِ من الصّخرِ    |
| وَلَستُ، وربِّ البّيتِ، أبغي مُحَدَّثاً  |  | سِوَاكِ، وَلَوْ عِشنا إلى مُلتَقى الحَشرِ  |

فردت عليه الجارية حِسن: «يا صخر! إن كُنتَ تزعم أنك كاره تزويج أبيك إياك فاجعل أمر امرأتك بيدي لأُعلِمَ ليلى أنك لها مُحبٌ ولغيرها كُنتَ مُكرِهاً.»، أي اجعلني أُقرِر مصير زوجتك معك حتى أخبر ليلى أنك تحبها وأنك أُجبرِت على الزواج من تلك المرأة، فقال لها صخر: «لا! ولكن قد جعلت ذلك في يد ابنة عمي.»، أي أنَّ ليلى من ستقرر مصير صَخر مع زوجته.
فانصرفت حِسن وأخبرت ليلى بما دار بينهم، وقالت لها: «قد جعل الأمر إليكِ، وما عليه عتبٌ فطلقيها منه.»، أي الأمر بيدكِ الآن وما تقررينه سيفعله صَخر لأجل رضاكِ ولا عتب على زوجة صَخر فطلقيها منه، فردت ليلى: «هذا قبيحٌ، ولكن عديه الليلة إلى موضع متحدثنا، ثم أُطلّق إن جعل أمرها إليكِ، فإنّه لم يكن ليردكِ بحضرتي.»، أي اذهبي له وواعديه على أن نلتقي الليلة في مكاننا، وإذا جعل الأمر في يدكِ فرقي بينهما ولن يستطيع رفض أمركِ أمامي.
فذهبت الجارية، وأخبرت صَخر برغبة ليلى بلقاؤه في مكانهما المعتاد فاتفقت معه على ذلك في الليل، ووصلت ليلى إلى المكان مع جاريتها فقابلت صَخر فبدأ كُلٍ منهما يشتكي للآخر الشوق ويُعاتبان بعضهما، ثُمّ قالت الجارية لصَخر: «اجعل أمر أهلك إليَّ، فوالله إنَّ ليلى لأفضلُ بني عقيل نسباً وأكرمهم أباً وحسباً، وإنها لأشد لكَ حُباً!»، أي دعني أُقرر مصيرك مع زوجتك فليلى أولى بِكَ من غيرها، فرد صَخر: «فأمرها في يدكِ»، فقالت الجارية: «فهيّ طالقٌ منكَ ثلاثاً»، فجزعت ليلى من كلامها أي اضطربت من الأمر فهيّ لم تكُن تُريد تطليق صَخر من زوجته وشق عليها ما فعلته جاريتها.
بعد ذلك عاد صَخر وليلى إلى ما كانا عليه من العشق والتلاقي في المكان المعتاد ، ولم ينتشر خبر طلاق صَخر حتى في أحد الأيام قال له والده: «يا صخر ألا تبني بأهلك ؟»، أي لما لا تنام مع زوجتك، فرد صَخر: «وكيف أبني بها، وقد بانت مني عصمتها في يمين حلفتُ بها ؟»، أي كيف أنام معها وقد أصبحت حراماً عليّ عندما حلفتُ يميناً على طلاقها، عند ذلك أخبر والد صَخر عائلة زوجته بالأمر وأنّه طلقها، فأنشدت المرأة شِعراً تهجو فيه ليلى وبني عقيل هُوّ:

فغضبت ليلى لسبها قبيلتها فردت عليها تهجو الأزد، وبالمثل ردت عليها طليقة صَخر، وتكرر الأمر فشاع خبر ليلى وطليقة صَخر، بعدما حدث أجمع أقارب صَخر وليلى على تزويجهما عندما اكتشفوا حبهما لبعض، فتزوجوا وعاشوا على أنعم حال وأحسن مودة.

## مُلاحظات
- ملحوظة 1: الشَّنُّ الْبَالِي مكونة من كلمتين، هُما الشَّنُّ وهيّ القِربة الخَلَقُ الصغيرة يكون الماء فيها أَبردَ من غيرها، والْبَالِي هُوّ ما بَلاَ أي أصبح قديماً عتيقاً مُتلفاً، ومصطلح الشَّنُّ الْبَالِي استعمله العرب قديماً ليصفون الشخص سيء الحال الذي يحتمل أموراً عظيمة فأصبح بالياً كقربة الماء الجافة المتجعدة.